# Santa Félix
Santa Félix är en ort i Mexiko.   Den ligger i kommunen Ahuazotepec och delstaten Puebla, i den sydöstra delen av landet, 130 km nordost om huvudstaden Mexico City. Santa Félix ligger 2 192 meter över havet och antalet invånare är 419.
Terrängen runt Santa Félix är huvudsakligen kuperad, men den allra närmaste omgivningen är platt. Runt Santa Félix är det ganska tätbefolkat, med 155 invånare per kvadratkilometer. Närmaste större samhälle är Huauchinango, 12,1 km nordost om Santa Félix. I omgivningarna runt Santa Félix växer i huvudsak blandskog.